# Съюз на македонските организации
Съюзът на македонските организации  е непартийна организация на наследници на македонските емигранти в България, целяща възстановяването на македонските братства по примера на Съюза на македонските емигрантски организации в България, съществували до 1950-те години.
Организацията е учредена като ВМРО-СМО на 7 юни 1998 г. в София от отцепили се дейци на ВМРО-СМД, начело с Христо Матов и Иван Татарчев и от дружествата „Братя Миладинови“ от София, „Иван Михайлов“ от Гоце Делчев, „Парашкев Цветков“ от Плевен и фондация „Иван Михайлов“. Организацията си поставя същите цели като ВМРО-СМД: опазване на родовия корен и националната идентичност на македонските българи, борба срещу македонизма и сърбокомунизма.
В същото време дейците на СМО не приемат постепенното политизиране на ВМРО-СМД, лошото стопанисване на имотите на организацията и възстановяването на старите македонски дружества. Противопоставят се на ръководството на ВМРО-СМД в лицето на Красимир Каракачанов, Анатолий Величков, Валентин Китанов и други, които от своя страна обвиняват ВМРО-СМО в опит да заграбят имотите на братствата.
През ноември 2005 г. се състои Петият редовен конгрес на СМО, на който е избрано ръководство в състав: Николай Тошев (председател), Екатерина Кехайова и Димитър Маринов (заместник-председатели).
Периодично излиза вестник „Македония днес“ – печатен орган на СМО.